# Blowin' Away
Blowin' Away es el decimonoveno álbum de estudio de la cantante estadounidense Joan Báez, publicado por la compañía discográfica Portrait Records en julio de 1977. Fue su primer trabajo en Portrait, una subsidiaria de Columbia Records, después de pasar por A&M Records, y marcó un desvío hacia el pop mainstream en relación con trabajos previos de la cantante. Entre las canciones, incluyó versiones de «Sailing», de Rod Stewart, y «Cry Me a River», así como composiciones propias. En su autobiografía, And a Voice to Sing With, Báez describió Blowin' Away como «un buen disco con una portada terrible».

## Lista de canciones
Todas las canciones compuestas por Joan Báez excepto donde se anota.
1. "Sailing" (Gavin Sutherland) – 4:22
2. "Many a Mile to Freedom" (Steve Winwood) – 2:58
3. "Miracles" – 5:24
4. "Yellow Coat" (Steve Goodman) – 3:37
5. "Time Rag" – 5:25
6. "A Heartfelt Line or Two" – 3:23
7. "I'm Blowin' Away" (Eric Kaz) – 3:18
8. "Luba the Baroness" – 7:06
9. "Alter Boy and the Thief" – 3:28
10. "Cry Me a River" (Arthur Hamilton) – 3:00